# سیارک ۵۱۶۰
سیارک ۵۱۶۰ (به انگلیسی: 5160 Camoes، نامگذاری:1979YO) پنج هزار و صد و شصتمین سیارک کشف شده‌است که در ۲۳ دسامبر ۱۹۷۹ کشف شد.
قدر مطلق سیارک برابر ۱۲٫۸۰ است.